# Theo Sander
Theo Sander, né le 8 janvier 2005 à Skørping (en) au Danemark, est un footballeur danois qui évolue au poste de gardien de but au Odense BK, en prêt du FC Copenhague

## Biographie

### En club
Né à Skørping (en) au Danemark, Theo Sander est notamment formé par le Aalborg BK. Le 16 février 2021 il signe un nouveau contrat avec son club formateur d'une durée de trois ans, soit jusqu'en juin 2025.
Le 28 août 2022, il joue son premier match en professionnel face au Randers FC. Il est titularisé et son équipe est battue par un but à zéro.
Le 20 juillet 2023, Theo Sander rejoint le FC Copenhague en signant un contrat de cinq ans, soit jusqu'en juin 2028.
Après avoir commencé la saison 2024-2025 avec le FC Copenhague il est prêté au Hvidovre IF le 3 février 2025 jusqu'à la fin de la saison.
Sander obtient le premier trophée de sa carrière en participant au seizième titre de champion du Danemark du FC Copenhague lors de la saison 2024-2025.
Le 17 juillet 2025, Theo Sander est de nouveau prêté, cette fois-ci pour une saison et à l'Odense BK, qui vient juste d'être promu en première division,.

### En sélection
Theo Sander représente le Danemark en sélection. Il commence avec les moins de 16 ans, jouant deux matchs en 2021 et 2022.

## Palmarès

### En club
FC Copenhague
- Championnat du Danemark (1) :
  - Champion : 2024-25.